# نیوپورت، کبک
نیوپورت (به فرانسوی: Newport) شهری در منطقه شهری لواو-سن-فرانسوا ناحیه استری در استان کبک کانادا است. در سرشماری سال ۲۰۱۱ این شهر ۷۳۵ نفر جمعیت داشته‌است و مساحت آن ۲۶۹٫۹۵ کیلومتر مربع است.